# SM-64 Navaho
Die North American SM-64 Navaho war ein experimenteller, überschallschneller und interkontinentaler Marschflugkörper, der von North American Aviation gebaut wurde. Das Programm lief von 1950 bis 1958, mit insgesamt zehn Starts auf dem Launch Complex 9 (LC-9) in der Cape Canaveral Air Force Station (CCAFS) zwischen 1956 und 1958. Launch Complex 10 (LC-10) war ebenfalls dem Navahoprogramm zugeteilt worden und ein Navaho startete auch 1956 von dort. Alle gestarteten Navahos waren G-26-Testversionen.
Die Navaho bestand aus zwei Teilen, einer Startrakete mit flüssigem Treibstoff und dem eigentlichen Marschflugkörper, der den Gefechtskopf trug und von zwei Staustrahltriebwerken angetrieben wurde. Die Startrakete beschleunigte den Marschflugkörper auf nahezu Mach 3, wobei die Staustrahltriebwerke gezündet wurden und die Startrakete abgesprengt wurde. Erfolgreiche Starts wurden in Richtung der Karibischen Inseln durchgeführt. Die Flugkörper drehten dann um und landeten auf dem Skid Strip der CCAFS.
Der Marschflugkörper wurde nach der Navajo-Nation benannt und hält sich an die von North American Aviation aufgestellte Tradition, Projekte mit Codenamen mit den Buchstaben „NA“ zu beginnen.
Das Programm wurde nach fünf fehlgeschlagenen Startversuchen von insgesamt elf eingestellt. Die Geldgeber wechselten zu erfolgversprechenderen Projekten wie der SM-62 Snark und den Interkontinentalraketen Atlas und Titan.
Ein ähnliches, aber deutlich ehrgeizigeres Projekt war der Marschflugkörper Pluto, der von 1956 bis 1964 entwickelt wurde und bei praktisch unbegrenzter Reichweite und mit neuentwickelter TERCOM-Navigation bis zu 24 Wasserstoffbomben in Feindesland tragen sollte.

## Bewaffnung
- Nuklearer Sprengkopf